# J리그컵

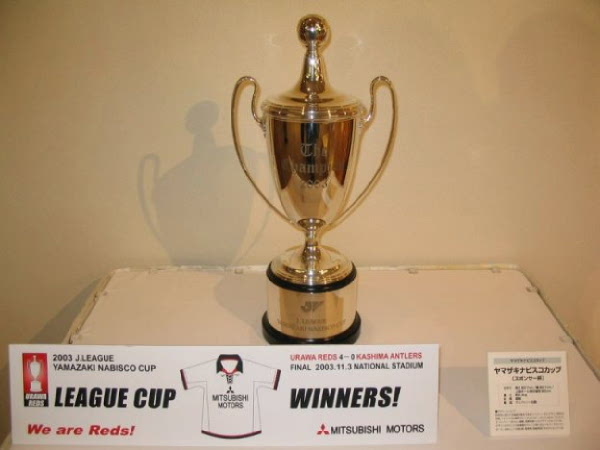

J리그컵(Jリーグカップ, J. League Cup)은 J리그 디비전 1 소속 구단들이 참가하는 리그컵을 말한다. 2016년부터 후원사인 야마자키 비스켓(YBC)의 과자 브랜드 르방(Levain) 이름을 따서 YBC 르방컵이라고도 부른다. 2007년부터 우승 팀은 다음 연도 여름에 열리는 J리그컵 / 코파 수다메리카나 챔피언십 참가 자격이 주어진다.

## 대진방식
조별 리그는 AFC 챔피언스리그 32강 조별 리그에 참여하는 4팀이 자동으로 8강에 진출한 가운데, 14개 팀이 전년도 성적을 기준(승격팀은 J2 성적)으로 2개 조로 나눈 후 6경기를 치러서 각 조의 1, 2위가 진출한다.
8강전과 4강전은 홈 앤드 어웨이 방식으로 치러지고, 골득실이 동률일 경우에는 원정 다득점 원칙을 적용해서 승자를 가린다. 결승전은 매년 11월 3일 도쿄 국립경기장에서 단판승부로 펼쳐지며 90분 무승부일 경우에는 연장전, 연장전까지 무승부일 경우에는 승부차기로 우승 팀을 가린다.

## 역사
- 1992년: 시범경기 형식, 10개 구단이 풀리그를 치른 뒤 상위 4개 팀이 결승 토너먼트에 진출해 우승 팀을 가린다.
- 1993년: JFL 소속의 J리그 준회원이 참가해 2조로 나뉘어서 풀리그를 치른 뒤 각 조 2위 이내의 팀이 결승 토너먼트에 진출해 우승 팀을 가린다.
- 1994년: J리그 준회원 6팀이 참여해 16강 단판 토너먼트 방식으로 우승 팀을 가린다.
- 1995년: J리그가 전·후기 합계 52경기를 치르는 탓에 취소
- 1996년: J리그 준회원이 불참한 가운데 8개 구단씩 2개 조로 나뉘어서 홈 앤드 어웨이 방식으로 예선전을 치른 뒤 각 조 2위 이내의 팀이 결승 토너먼트에 진출해 우승 팀을 가린다.
- 1997년~1998년: J리그 준회원이 참여한 가운데 5개 구단씩 4개 조로 나뉘어서 풀리그를 치른 뒤 각 조 1위가 결승 토너먼트에 진출해 우승 팀을 가린다.
- 1999년~2001년: J2리그 팀이 참여한 가운데 홈 앤드 어웨이 방식으로 토너먼트를 치러서 우승 팀을 가린다.
- 2002년, 2004년: J2리그 팀이 불참한 가운데 4개 구단씩 4개 조로 나뉘어서 홈 앤드 어웨이 방식으로 예선전을 치른 뒤 각 조 2위 이내의 팀이 8강전에 진출해 우승 팀을 가린다.
- 2005년~2008년: AFC 챔피언스리그 조별예선에 참가하는 2팀을 제외한 나머지 구단이 4개 조로 나뉘어서 홈 앤드 어웨이 방식으로 예선전을 치른 뒤 각 조 1위 4팀, 각 조 2위 중 상위승점 2팀, AFC 챔피언스리그 참가 구단이 8강 토너먼트에 합류해 우승 팀을 가린다.
- 2009년~2010년, 2012년~: AFC 챔피언스리그 조별 예선에 참가하는 4팀을 제외한 14팀이 2조로 나누어 풀리그를 치른 뒤 각 조 상위 2개 팀과 AFC 챔피언스리그 조별예선에 참가하는 4팀을 합쳐서 8강전부터 토너먼트(8강과 4강은 홈 앤 어웨이, 결승은 단판)로 우승 팀을 가린다.
- 2011년: 동일본 대지진으로 인해 일정이 대폭 축소, 오미야 아르디자, 알비렉스 니가타(2라운드 직행)를 제외한 12개 팀이 홈 앤 어웨이로 대결하고 8강부터는 AFC 챔피언스리그 조별 예선에 참가하는 4팀과 단판 토너먼트로 우승 팀을 가린다.

## 결과
| 화차 | 년도   | 우승                 | 결과                 | 준우승                   | 입장자 수         | 결승전 경기장                                      |
| ---- | ------ | -------------------- | -------------------- | ------------------------ | ----------------- | -------------------------------------------------- |
| 1    | 1992년 | 베르디 가와사키      | 1 - 0                | 시미즈 에스펄스          | 56,000명          | 국립 가스미가오카 경기장                           |
| 2    | 1993년 | 베르디 가와사키      | 2 - 1                | 시미즈 에스펄스          | 53,677명          | 국립 가스미가오카 경기장                           |
| 3    | 1994년 | 베르디 가와사키      | 2 - 0                | 주빌로 이와타            | 37,475명          | 고베 유니버시아드 기념 경기장                      |
|      | 1995년 | 개최되지 않음        | 개최되지 않음        | 개최되지 않음            | 개최되지 않음     | 개최되지 않음                                      |
| 4    | 1996년 | 시미즈 에스펄스      | 3 - 3 aet (PK 5 - 4) | 베르디 가와사키          | 28,232명          | 국립 가스미가오카 경기장                           |
| 5    | 1997년 | 가시마 앤틀러스      | 2 - 1 5 - 1          | 주빌로 이와타            | 10,437명 14,444명 | 야마하 스타디움 이바라키 현립 가시마 사커 스타디움 |
| 6    | 1998년 | 주빌로 이와타        | 4 - 0                | 제프 유나이티드 이치하라 | 41,718명          | 국립 가스미가오카 경기장                           |
| 7    | 1999년 | 가시와 레이솔        | 2 - 2 aet (PK 5 - 4) | 가시마 앤틀러스          | 35,238명          | 국립 가스미가오카 경기장                           |
| 8    | 2000년 | 가시마 앤틀러스      | 2 - 0                | 가와사키 프론탈레        | 26,992명          | 국립 가스미가오카 경기장                           |
| 9    | 2001년 | 요코하마 F. 마리노스 | 0 - 0 aet (PK 3 - 1) | 주빌로 이와타            | 31,019명          | 국립 가스미가오카 경기장                           |
| 10   | 2002년 | 가시마 앤틀러스      | 1 - 0                | 우라와 레즈              | 56,064명          | 국립 가스미가오카 경기장                           |
| 11   | 2003년 | 우라와 레즈          | 4 - 0                | 가시마 앤틀러스          | 51,758명          | 국립 가스미가오카 경기장                           |
| 12   | 2004년 | FC 도쿄              | 0 - 0 aet (PK 4 - 2) | 우라와 레즈              | 53,236명          | 국립 가스미가오카 경기장                           |
| 13   | 2005년 | 제프 유나이티드 지바 | 0 - 0 aet (PK 5 - 4) | 감바 오사카              | 45,039명          | 국립 가스미가오카 경기장                           |
| 14   | 2006년 | 제프 유나이티드 지바 | 2 - 0                | 가시마 앤틀러스          | 44,704명          | 국립 가스미가오카 경기장                           |
| 15   | 2007년 | 감바 오사카          | 1 - 0                | 가와사키 프론탈레        | 41,569명          | 국립 가스미가오카 경기장                           |
| 16   | 2008년 | 오이타 트리니타      | 2 - 0                | 시미즈 에스펄스          | 44,723명          | 국립 가스미가오카 경기장                           |
| 17   | 2009년 | FC 도쿄              | 2 - 0                | 가와사키 프론탈레        | 44,308명          | 국립 가스미가오카 경기장                           |
| 18   | 2010년 | 주빌로 이와타        | 5 - 3 aet            | 산프레체 히로시마        | 39,767명          | 국립 가스미가오카 경기장                           |
| 19   | 2011년 | 가시마 앤틀러스      | 1 - 0 aet            | 우라와 레즈              | 46,599명          | 국립 가스미가오카 경기장                           |
| 20   | 2012년 | 가시마 앤틀러스      | 2 - 1 aet            | 시미즈 에스펄스          | 45,228명          | 국립 가스미가오카 경기장                           |
| 21   | 2013년 | 가시와 레이솔        | 1 - 0                | 우라와 레즈              | 46,675명          | 국립 가스미가오카 경기장                           |
| 22   | 2014년 | 감바 오사카          | 3 - 2                | 산프레체 히로시마        | 38,126명          | 사이타마 스타디움 2002                             |
| 23   | 2015년 | 가시마 앤틀러스      | 3 - 0                | 감바 오사카              | 50,828명          | 사이타마 스타디움 2002                             |
| 24   | 2016년 | 우라와 레즈          | 1 - 1 aet (PK 5 - 4) | 감바 오사카              | 51,248명          | 사이타마 스타디움 2002                             |
| 25   | 2017년 | 세레소 오사카        | 2 - 0                | 가와사키 프론탈레        | 53,452명          | 사이타마 스타디움 2002                             |
| 26   | 2018년 | 쇼난 벨마레          | 1 - 0                | 요코하마 F. 마리노스     | 44,242명          | 사이타마 스타디움 2002                             |
| 27   | 2019년 | 가와사키 프론탈레    | 3 - 3 aet (PK 5 - 4) | 콘사돌레 삿포로          | 48,119명          | 사이타마 스타디움 2002                             |

## 기록
| 이름                     | 우승 | 준우승 | 우승 연도                     | 준우승 연도         |
| ------------------------ | ---- | ------ | ----------------------------- | ------------------- |
| 가시마 앤틀러스          | 6    | 3      | 1997,2000,2002,2011,2012,2015 | 1999,2003,2006      |
| 도쿄 베르디              | 3    | 1      | 1992,1993,1994                | 1996                |
| 우라와 레즈              | 2    | 4      | 2003,2016                     | 2002,2004,2011,2013 |
| 주빌로 이와타            | 2    | 3      | 1998,2010                     | 1994,1997,2001      |
| 감바 오사카              | 2    | 3      | 2007,2014                     | 2005,2015,2016      |
| 제프 유나이티드 지바     | 2    | 1      | 2005,2006                     | 1998                |
| FC 도쿄                  | 2    | 0      | 2004,2009                     |                     |
| 가시와 레이솔            | 2    | 0      | 1999,2013                     |                     |
| 가와사키 프론탈레        | 1    | 4      | 2019                          | 2000,2007,2009,2017 |
| 시미즈 에스펄스          | 1    | 4      | 1996                          | 1992,1993,2008,2012 |
| 요코하마 F. 마리노스     | 1    | 0      | 2001                          |                     |
| 오이타 트리니타          | 1    | 0      | 2008                          |                     |
| 세레소 오사카            | 1    | 0      | 2017                          |                     |
| 쇼난 벨마레              | 1    | 0      | 2018                          |                     |
| 산프레체 히로시마        | 0    | 2      |                               | 2010,2014           |
| 홋카이도 콘사돌레 삿포로 | 0    | 1      |                               | 2019                |

## 수상

### 최우수 선수상
구체적인 규정은 없지만, 기본적으로는 우승팀 선수 중 결승전에서 가장 인상에 남는 활약을 한 선수가 선정된다. 비스마르크와 오가사와라 미쓰오가 2회 수상했다.
| 회 | 연도   | 선수                | 소속 구단            | 포지션 | 국적   |
| -- | ------ | ------------------- | -------------------- | ------ | ------ |
| 1  | 1992년 | 미우라 가즈요시     | 베르디 가와사키      | FW     | 일본   |
| 2  | 1993년 | 비스마르크          | 베르디 가와사키      | MF     | 브라질 |
| 3  | 1994년 | 비스마르크          | 베르디 가와사키      | MF     | 브라질 |
| 4  | 1996년 | 산투스              | 시미즈 에스펄스      | MF     | 브라질 |
| 5  | 1997년 | 조르지뉴            | 가시마 앤틀러스      | MF     | 브라질 |
| 6  | 1998년 | 가와구치 노부오     | 주빌로 이와타        | FW     | 일본   |
| 7  | 1999년 | 와타나베 다케시     | 가시와 레이솔        | DF     | 일본   |
| 8  | 2000년 | 나카타 고지         | 가시마 앤틀러스      | MF     | 일본   |
| 9  | 2001년 | 에노모토 다쓰야     | 요코하마 F. 마리노스 | GK     | 일본   |
| 10 | 2002년 | 오가사와라 미쓰오   | 가시마 앤틀러스      | MF     | 일본   |
| 11 | 2003년 | 다나카 다쓰야       | 우라와 레즈          | FW     | 일본   |
| 12 | 2004년 | 도이 요이치         | FC 도쿄              | GK     | 일본   |
| 13 | 2005년 | 다테이시 도모노리   | 제프 유나이티드 지바 | GK     | 일본   |
| 14 | 2006년 | 미즈노 고키         | 제프 유나이티드 지바 | MF     | 일본   |
| 15 | 2007년 | 야스다 미치히로     | 감바 오사카          | DF     | 일본   |
| 16 | 2008년 | 다카마쓰 다이키     | 오이타 트리니타      | FW     | 일본   |
| 17 | 2009년 | 요네모토 다쿠지     | FC 도쿄              | MF     | 일본   |
| 18 | 2010년 | 마에다 료이치       | 주빌로 이와타        | FW     | 일본   |
| 19 | 2011년 | 오사코 유야         | 가시마 앤틀러스      | FW     | 일본   |
| 20 | 2012년 | 시바사키 가쿠       | 가시마 앤틀러스      | MF     | 일본   |
| 21 | 2013년 | 구도 마사토         | 가시와 레이솔        | FW     | 일본   |
| 22 | 2014년 | 파트리크            | 감바 오사카          | FW     | 브라질 |
| 23 | 2015년 | 오가사와라 미쓰오   | 가시마 앤틀러스      | MF     | 일본   |
| 24 | 2016년 | 리 다다나리(이충성) | 우라와 레즈          | FW     | 일본   |
| 25 | 2017년 | 스기모토 겐유       | 세레소 오사카        | FW     | 일본   |
| 26 | 2018년 | 스기오카 다이키     | 쇼난 벨마레          | DF     | 일본   |

### 뉴히어로상
1996년에 만들어졌으며, 준결승까지 경기에서 가장 활약한 23세 이하 선수에게 주어진다.
대회 개막일에 만 나이 23세 이하로, 과거에 이 상을 획득 한 적이 없는 선수가 대상이다. 예선에서 준결승까지 1경기마다 언론이 1인 1표의 투표를 하는 방식(2013년 기준)이며, 4강 이상 팀의 선수가 투표 기회도 많아 뽑히기 쉽다. (현재까지 유일한 예외는 1996년의 나나미 히로시이다) (2015년 시점에서 유일한 예외는 1996년 수상 나나미 히로시). 결승전 전날의 전야제에서 표창된다.
| 회 | 연도   | 선수              | 소속 구단            | 포지션 | 국적 |
| -- | ------ | ----------------- | -------------------- | ------ | ---- |
| 4  | 1996년 | 나나미 히로시     | 주빌로 이와타        | MF     | 일본 |
| 4  | 1996년 | 사이토 도시히데   | 시미즈 에스펄스      | DF     | 일본 |
| 5  | 1997년 | 미우라 아쓰히로   | 요코하마 플뤼겔스    | MF     | 일본 |
| 6  | 1998년 | 다카하라 나오히로 | 주빌로 이와타        | FW     | 일본 |
| 7  | 1999년 | 사토 유키히코     | FC 도쿄              | MF     | 일본 |
| 8  | 2000년 | 스즈키 다카유키   | 가시마 앤틀러스      | FW     | 일본 |
| 9  | 2001년 | 소가하타 히토시   | 가시마 앤틀러스      | GK     | 일본 |
| 10 | 2002년 | 쓰보이 게이스케   | 우라와 레즈          | DF     | 일본 |
| 11 | 2003년 | 다나카 다쓰야     | 우라와 레즈          | FW     | 일본 |
| 12 | 2004년 | 하세베 마코토     | 우라와 레즈          | MF     | 일본 |
| 13 | 2005년 | 아베 유키         | 제프 유나이티드 지바 | MF     | 일본 |
| 14 | 2006년 | 다니구치 히로유키 | 가와사키 프론탈레    | MF     | 일본 |
| 15 | 2007년 | 야스다 미치히로   | 감바 오사카          | DF     | 일본 |
| 16 | 2008년 | 가나자키 무       | 오이타 트리니타      | MF     | 일본 |
| 17 | 2009년 | 요네모토 다쿠지   | FC 도쿄              | MF     | 일본 |
| 18 | 2010년 | 다카하기 요지로   | 산프레체 히로시마    | MF     | 일본 |
| 19 | 2011년 | 하라구치 겐키     | 우라와 레즈          | FW     | 일본 |
| 20 | 2012년 | 이시게 히데키     | 시미즈 에스펄스      | MF     | 일본 |
| 21 | 2013년 | 사이토 마나부     | 요코하마 F. 마리노스 | FW     | 일본 |
| 22 | 2014년 | 우사미 다카시     | 감바 오사카          | FW     | 일본 |
| 23 | 2015년 | 아카사키 슈헤이   | 가시마 앤틀러스      | FW     | 일본 |
| 24 | 2016년 | 이데구치 요스케   | 감바 오사카          | MF     | 일본 |
| 25 | 2017년 | 니시무라 다쿠마   | 베갈타 센다이        | FW     | 일본 |
| 26 | 2018년 | 엔도 게이타       | 요코하마 F. 마리노스 | MF     | 일본 |

## 같이 보기
- 일본 축구 협회